# Den förlorade sonen (film, 2001)
Den förlorade sonen är en svensk-tysk-dansk-finländsk dokumentärfilm från 2001 i regi av Fredrik von Krusenstjerna.

## Handling
Filmen handlar om Ingo Hasselbach, en av de mest kända ny-nazistiska ledarna i Tyskland. Hasselbachs far har tagit avstånd från honom på grund av hans åsikter, men trots att han nu har hoppat av har de inte pratat med varandra på tio år. Filmen handlar bland annat om försoningsprocessen mellan de båda.

## Om filmen
Filmen visades första gången på festival den 29 januari 2000 och hade sverigepremiär den 30 januari 2001. Den har även visats på SVT.

## Rollista
- Ingo Hasselbach
- Hans Canjé
- Kurt Goldstein
- Burkhard Schröder
- Bernd Wagner
- Horst-Eberhard Richter
- Werner Händler
- Jens Pfannschmidt
- Fredrik von Krusenstjerna

Samtliga spelar sig själva.

## Musik i filmen
Musiken är komponerad av tonsättaren Jonas Bohlin.